# Opeltia
Opeltia is een geslacht van korstmossen behorend tot de familie Teloschistaceae. De typesoort is Opeltia neobaltistanica.

## Soorten
Volgens Index Fungorum telt het geslacht vier soorten:
| Soortnaam               | Auteur(s)                                      | Publicatiejaar |
| ----------------------- | ---------------------------------------------- | -------------- |
| Opeltia arizonica       | (H. Magn.) S.Y. Kondr. & Lőkös                 | 2017           |
| Opeltia flavorubescens  | (Huds.) S.Y. Kondr. & Hur                      | 2020           |
| Opeltia juniperina      | (Tomin) S.Y. Kondr. & Lőkös                    | 2017           |
| Opeltia neobaltistanica | (S.Y. Kondr., Lőkös & Hur) S.Y. Kondr. & Lőkös | 2017           |